# Devan Nair
Chengara Veetil Devan Nair, C. V. Devan Nair (ur. 5 sierpnia 1923 w Malakka, Malezja, zm. 6 grudnia 2005 w Hamiltonie) – polityk singapurski, prezydent Singapuru w latach 1981-1985.
W wieku 10 lat przeniósł się wraz z rodziną do Singapuru. Uzyskał wykształcenie nauczycielskie. W czasie II wojny światowej walczył w szeregach armii malezyjskiej z wojskami japońskimi. Po wojnie zaangażował się w działalność związkową w Związku Zawodowym Nauczycieli, wstąpił również do komunistycznej Ligi Antybrytyjskiej. Za aktywność w ruchu niepodległościowym był dwukrotnie więziony przez władze brytyjskie. W 1954 był w gronie założycieli Partii Akcji Ludowej, kierowanej następnie przez Lee Kuan Yewa. W 1964 został wybrany do parlamentu Malezji.
Po separacji Singapuru od Malezji w sierpniu 1965 pozostał początkowo w Malezji, będąc jednym ze współtwórców Demokratycznej Partii Akcji. Pod koniec lat 60. powrócił do Singapuru i ponownie włączył się w działalność związkową; w latach 1969-1980 był sekretarzem generalnym Kongresu Związków Zawodowych Singapuru. W 1979 został wybrany do parlamentu singapurskiego (Zgromadzenia Ustawodawczego), z ramienia Partii Akcji Ludowej).
W październiku 1981, po śmierci Benjamina Shearesa, został jednogłośnie wybrany przez parlament na stanowisko prezydenta. Urząd ten w Singapurze ma charakter głównie ceremonialny. Pół roku przed upływem 4-letniej kadencji Nair ustąpił ze stanowiska w marcu 1985, w atmosferze konfliktu z premierem Lee Kuan Yewem, który oskarżał prezydenta m.in. o alkoholizm (czemu ten zdecydowanie zaprzeczał). Oficjalnie przyczyną rezygnacji były względy zdrowotne.
W 1995 Nair wyjechał do Kanady, gdzie spędził resztę życia. W kwietniu 2005 zmarła w wieku 80 lat jego żona Avadai Dhanam; odebrał wówczas kondolencje od swojego następcy na stanowisku szefa państwa, Wee Kim Wee, zmarłego zaledwie dwa tygodnie później. Sam Nair zmarł w grudniu 2005 w wieku 82 lat. Pozostawił czterech synów.